# Yong Jun-hyung
Yong Jun-hyung (en hangul: 용준형; Seúl, 19 de diciembre de 1989), conocido popularmente sólo como Junhyung, es un cantante, compositor, actor y productor musical surcoreano. Fue uno de los miembros del grupo surcoreano Highlight (ex BEAST). Actualmente sigue su carrera como solista con el nombre de "bigbadboii".

## Biografía
Junhyung nació en Seúl, Corea del Sur. Cuando estaba en sexto grado, cambió su nombre de nacimiento Yong Jae Soon ( Hangul : 용재순) a su nombre actual. En 2007, debutó en un grupo llamado Xing, junto a Kevin Woo (exmiembro de U-KISS), y era conocido como Poppin' Dragon. Participó en varias canciones de diferentes artistas.
En 2019, se separó del grupo Highlight cuando se vio implicado en el escándalo del Burning Sun.
Desde entonces y hasta la fecha esta fuera de Highlight y sigue como solista.

## Carrera
Highlight ( Hangul : 하이라이트 antes conocido como BEAST y B2ST), es un grupo surcoreano formado por Around US Entertainment en 2016. Mientras estaban bajo el nombre de B2ST, lanzaron su primer extended play titulado Beast Is The B2ST el 14 de octubre de 2009 e hicieron su primera presentación en vivo en Music Bank. 
Junhyung apareció en el video musical de "눈물 을 닦고" ("Wiping the Tears") de Gikwang, habiendo participado como rapero junto a Doojoon. Junto con Yoseob, el comediante Lee Hyuk Jae, Moon Hee Joon y Kim Sook, saludaron a los turistas japoneses para la campaña '' Visit Seoul 2010 '', donde celebridades coreanas y turistas japoneses visitaron Seúl para el programa Star Guide Doshiraku. MBC, con el objetivo de dar a conocer las zonas populares del Sur, así como su gastronomía.
Junhyung participó en la canción debut de Hyuna titulada "Change". Yong, junto con 4minute, participó en la canción Heard 'Em All para la versión asiática del álbum In Love & War de la cantante estadounidense Amerie.
Junhyung participó en el video musical de "I'll Back Off So You Can Live Better" de G.NA. Junhyung participó en la "Faddy Robot Foundation" junto a HyunA, Outsider, Verbal Jint, Ssangchu de Mighty Mouth, Vasco y Zico ; todas las ganancias del álbum se distribuyeron a la caridad. Con el fin de alentar la participación pública en la celebración del Contenido del Puente de Asia de la Cumbre de Seúl (en representación de Choi Jin, se anunció que la cumbre del G20 celebrada en Seúl creó la canción de campaña titulada '' Let's Go '' y fue compuesta por Shinsagond Tiger, Lim Sanghyuk, Eddie y Junhyung.
Junhyung lanzó una canción en solitario titulada "너 없이 사는 것도 (Living Without You)" el 3 de febrero de 2012. La canción fue escrita en un estilo hip-hop y fue coproducida por Junhyung y Kim Tae Joo. La canción cuenta la historia de un hombre que debe superar el dolor de ser traicionado por la mujer que ama. Las canciones “이럴 줄 알았어 (I Knew It)” y “너 없이 사는 것도 (Living Without You)” están relacionadas con 'Living Without You' ', siendo un prólogo y una secuela, respectivamente. Junhyung también produjo la primera obra extendida de Yoseob titulada First Collage, que se lanzó el 21 de noviembre.
El productor Brave Brothers creó el proyecto titulado 'Absurd', que contó con Junhyung, LE de EXID y FeelDog de Big Star. Brave Brothers lanzó una vista previa de la versión del video musical de Junhyung el 17 de febrero de 2013 y luego lanzó la imagen promocional el 21 de febrero. Junhyung produjo y escribió el álbum Hard To Love, How To Love junto a Kim Tae Joo. Protagonizó la serie surcoreana titulada Monstar, que se emitió el 17 de mayo de 2013 en el canal Mnet. Junhyung lanzó su obra extendida debut titulada Flower el 13 de diciembre de 2012. La canción principal, '' Flower '', encabezó las listas de música, así como otras canciones como '' Caffeine (versión para piano) '' ( con participación de Yoseob) y '' Anything '' (con participación de G.NA). 
En 2014, Junhyung participó en la canción debut de Megan Lee, "8dayz". Participó en los videos musicales de "I Feel You" de Lee Seunghwan, "I Hate You" de Eru, "Breakable Heart" de Lyn, "Good Boy" de Baek Jiyoung y She's Bad. '' por Natthew.